# Borynia (gromada)
Borynia – dawna gromada, czyli najmniejsza jednostka podziału terytorialnego Polskiej Rzeczypospolitej Ludowej w latach 1954–1972.
Gromady, z gromadzkimi radami narodowymi (GRN) jako organami władzy najniższego stopnia na wsi, funkcjonowały od reformy reorganizującej administrację wiejską przeprowadzonej jesienią 1954 do momentu ich zniesienia z dniem 1 stycznia 1973, tym samym wypierając organizację gminną w latach 1954–1972.
Gromadę Borynia z siedzibą GRN w Boryni (obecnie w granicach Jastrzębia-Zdroju) utworzono – jako jedną z 8759 gromad na obszarze Polski – w powiecie pszczyńskim w woj. stalinogrodzkim, na mocy uchwały nr 21/54 WRN w Stalinogrodzie z dnia 5 października 1954. W skład jednostki weszły obszary dotychczasowych gromad Borynia (z wyłączeniem parceli nr kat. 8 z karty 9 obrębu Borynia oraz przysiółka Lasoki) i Szeroka ze zniesionej gminy Pawłowice w powiecie pszczyńskim oraz (podzielona) wieś Skrzeczkowice ze zniesionych gmin Jankowice Rybnickie (część zachodnia z dotychczasowej gromady Świerklany Górne) i Żory (część środkowo-wschodnia z dotychczasowej gromady Osiny) w powiecie rybnickim w tymże województwie.
1 stycznia 1955 gromadę Borynia włączono do powiatu rybnickiego w tymże województwie, gdzie ustalono dla niej 23 członków gromadzkiej rady narodowej.
20 grudnia 1956 województwo stalinogrodzkie przemianowano (z powrotem) na katowickie.
Gromada przetrwała do końca 1972 roku, czyli do kolejnej reformy gminnej.